# 九国公约

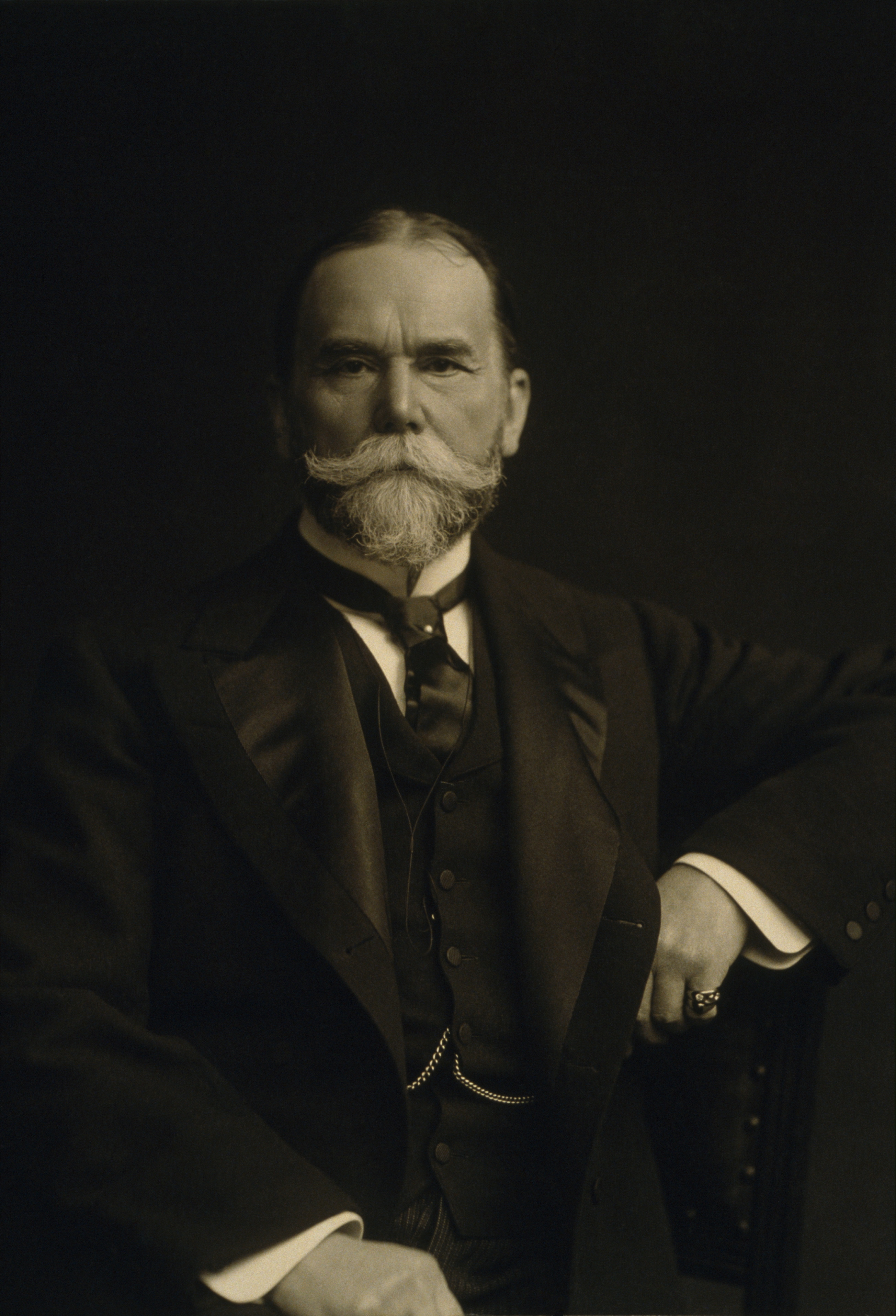
美国国务卿约翰·海伊是“门户开放”政策背后的推动力

《九国公约》（英語：Nine-Power Treaty） 是1922年一项根据门户开放政策确认中国的主权和领土完整的公约。 在鸦片战争结束后由于宗藩体系的瓦解，清朝“闭关锁国”的政策已经成为过去。
华盛顿会议的所有参会国家美国、比利时、英国、中国、法国、意大利、日本、荷兰和葡萄牙于1922年2月6日签署了该条约。 

## 门户开放政策
美国国务卿约翰·海伊于1899年9月至11月发出了有关门户开放政策的“公开信”，随后于1900年7月发布了外交函，请求所有在中国拥有特权的国家正式宣布将保持门户开放，在他们在中国的势力范围内的通商口岸，所有的国家都拥有平等的进出权利。 由于担心欧洲列强和日本正准备将中国瓜分为殖民地，海伊还增加了一些条款，要求维护中国的领土和主权完整。
尽管没有哪个国家明确肯定过海伊的提议，但海伊仍宣布每个列强原则上都已同意，并且1900年以后订立的条约都参考了门户开放政策 。 尽管如此，清帝国内部各强国之间在争取铁路权，采矿权，贷款，外贸港口等特权上的竞争有增无减。
在日俄战争 （1904-1905）和二十一条（1915）之后，美国尤其对日本对中国的意图持怀疑态度，并多次与日本政府签署协议，要求日本承诺维持满洲和中国其余地区平等的政策 。 但这些协议随着1917年《 蓝辛—石井协议》的缔结，就被证明完全无效。

## 华盛顿海军会议
在1921–1922年华盛顿海军会议期间，美国政府再次提出了门户开放政策是一个国际问题，并且所有与会者（美国，中华民国，日本帝国，法国，英国，意大利，比利时，荷兰和葡萄牙）签署了旨在使“门户开放政策”成为国际法的《九国公约》。
九国公约与华盛顿海军会议的《山东条约》有效地解决了山东问题，促使日本将的山东省的领土控制权归还给中华民国。《九国条约》是在华盛顿海军会议上缔结的几项条约之一。其他主要协议包括《四国公约》，《五国公约》和《山东条约》。

## 实际效果
《九国条约》缺乏任何执行规章，当日本违反公约在在1931年入侵满洲和建立满洲国期间，美国除了表示抗议和施加经济制裁外无能为力。1937年11月，第二次中日战争爆发后，《九国条约》的签署国在布鲁塞尔召集了九国公约大会，不过无济于事。但不管如何，该条约最终还是对淞沪会战的发生起到了一定的影响，使日軍不敢大規模進攻。

## 主要来源
- Baer, George. . Stanford University Press. 1996. ISBN 0-8047-2794-5.  Baer, George. . Stanford University Press. 1996. ISBN 0-8047-2794-5.  Baer, George. . Stanford University Press. 1996. ISBN 0-8047-2794-5.
- Lamb, Margaret. . Palgrave Macmillan. 2001. ISBN 0-333-73840-3.  Lamb, Margaret. . Palgrave Macmillan. 2001. ISBN 0-333-73840-3.  Lamb, Margaret. . Palgrave Macmillan. 2001. ISBN 0-333-73840-3.
- Myer, Carl L. . Library of Congress Legislative Reference Service. 1936. ASIN B0008D24WG.